# Омутная (Алтайский край)
Ому́тная — посёлок сельского типа в Заринском районе Алтайского края России. Входит в состав сельского поселения «Верх-Камышенский сельсовет». Население — 47 человек (2009).

## География
Посёлок находится на северо-востоке Алтайского края, в юго-западной части Заринского района, на берегах реки Камышинка (приток реки Чумыш). Абсолютная высота — 190 метров над уровнем моря.
Расстояние до районного центра (города Заринск) — 6 км.

## Население
| 1997 | 1998 | 1999 | 2000 | 2001 | 2002 |
| ---- | ---- | ---- | ---- | ---- | ---- |
| 48   | ↘46  | ↘45  | ↘44  | ↘43  | →43  |
| 2003 | 2004 | 2005 | 2006 | 2007 | 2008 |
| ↗46  | ↘43  | ↗46  | ↘43  | ↗45  | ↗46  |
| 2009 | 2010 | 2011 | 2012 | 2013 |      |
| ↗47  | ↗51  | ↘48  | ↘44  | ↘36  |      |

## Инфраструктура
Уличная сеть посёлка включает в себя 2 улицы и 1 переулок.